# Horsfieldia aruana
Horsfieldia aruana är en tvåhjärtbladig växtart som först beskrevs av Carl Ludwig von Blume, och fick sitt nu gällande namn av W.J.J.O. de Wilde. Horsfieldia aruana ingår i släktet Horsfieldia och familjen Myristicaceae. Inga underarter finns listade i Catalogue of Life.